# KkStB 160
KkStB 160 паротяг для перевезення вантажних вагонів Ц.к.Австрійської Державної залізниці (нім. k.k. Staatsbahnen) (KkStB).

## Історія
На вантажних перевезеннях KkStB себе зарекомендував паротяг серії 60. На його основі шефконструктор залізниці Карл Ґьолсдорф (нім. Karl Gölsdorf) розробив паротяг з пароперегрівачем. Вища температура перегрітої пари вимагала закупівлі за кордоном змащувальної оливи, що компенсувалось більшим тиском пари і економією 20-25% палива при майже однаковій птужності.
На локомотивобудівних фабриках Wiener Neustädter і Böhmisch-Mährischen Maschinenfabrik зібрали 46 паротягів KkStB 160 (1909-1910). Паротяги направили до депо Кракова, Львова, Станіславова. Після завершення війни KkStB 160 потрапили до BBÖ (12→PKP), PKP (29 серія Ti16 та 12 з BBÖ) і FS ( 2 серія FS 605.001/002). Після 1939 один паротяг потрапив до MÁV (серія 330.901), МПС (4 серії Ти16), Deutsche Reichsbahn (у 1942-1944 рр. списано 21 паротяг). У післявоєнний період паротяги повернулись до PKP серія 54.0 і використовувались до 1952/53 р.

### Технічні дані паротяга KkStB 160
|                                    |                                   |
| Розміри                            | Параметри                         |
| Роки випуску                       | 1909-1910                         |
| Країна-виробник                    | Австро-Угорська імперія           |
| Завод-виробник                     | Wr. Neustadt • BMMF               |
| Ширина колії                       | 1435 mm                           |
| Тип                                | 1C h2v                            |
| Кількість циліндрів                | 4                                 |
| Діаметр ND-циліндрів               | 740 мм                            |
| Діаметр HD-циліндрів               | 520 мм                            |
| Хід поршня                         | 632 мм                            |
| Тиск пари                          | 14 атм.                           |
| Діаметр бігункових                 | 830 мм                            |
| Діаметр підтримуючих               | мм                                |
| Діаметр рушійних коліс             | 1.258 мм                          |
| База пари рушійних коліс           | 2.900 мм                          |
| Загальна база рухомих коліс        | 5.500 мм                          |
| Загальна колісна база з тендером   | 12.371 мм                         |
| Кількість труб нагрівання          | 110                               |
| Кількість труб пароперегрівача     | 18                                |
| Площа пароперегрівача              | 21,30 м²                          |
| Площа труб нагрівання              | 96,70 м²                          |
| Площа зони нагріву                 | 10,00 м²                          |
| Площа колосникових ґрат            | 2,70 м²                           |
| Маса паротяга порожнього           | 47,1 т                            |
| Маса паротяга робоча               | 42,1 т                            |
| Маса паротяга робоча з тендером 86 | т                                 |
| Зчіпна маса локомотива             | 52,1 т                            |
| Швидкість                          | 60 км/год                         |
| Тендер                             | 9 • 56 • 156 • 256 • 76 • 86 • 88 |